# Gornja Batina
 Gornja Batina  falu Horvátországban Krapina-Zagorje megyében. Közigazgatásilag Zlatarhoz  tartozik.

## Fekvése
Krapinától 20 km-re délkeletre, községközpontjától 4 km-re északkeletre a Horvát Zagorje területén fekszik.

## Története
A településnek 1857-ben 228, 1910-ben 414 lakosa volt. Trianonig Varasd vármegye Zlatari járásához tartozott. 
A falunak 2001-ben 260 lakosa volt.

## Külső hivatkozások
- Zlatar hivatalos oldala
- Zlatar információs portálja